# Per Norberg i Funäsdalen
Per Norberg (i riksdagen kallad Norberg i Funäsdalen), född 10 april 1838 i Ljusnedals socken, Jämtlands län, död där 20 november 1914, var en svensk lantbrukare, småskollärare och politiker (liberal).
Per Norberg, som var son till en torpare, var i ungdomen gruvarbetare och var därefter lantbrukare och småskollärare i Bruksvallarna i Ljusnedal, där han också var kommunalstämmans ordförande. Han var även ledamot i Jämtlands läns landsting.
Han var riksdagsledamot 1891–1902 för Härjedalens domsagas valkrets och tillhörde i riksdagen Gamla lantmannapartiet 1891–1894, varefter han övergick till det nybildade Folkpartiet 1895 och följde med då detta parti gick upp i Liberala samlingspartiet 1900. I riksdagen skrev han 10 egna motioner varav flera om tullfrihet för spannmål och fläsk, som införes i riket över Funäsdalen. Andra motioner gällde vägunderhållets överförande till staten och nedsättning av anslaget till utrikesrepresentationen.
I riksdagen var han bland annat suppleant i statsutskottet 1894–1902. Han var särskilt engagerad för slopade tullar på livsmedel.